# Starzyca
Starzyca (potocznie Starzyc, Chociwel) – jezioro na Pojezierzu Ińskim, położone w woj. zachodniopomorskim, w powiecie stargardzkim, w granicach miasta Chociwel, którego zabudowa znajduje się nad zachodnim brzegiem.
Powierzchnia zbiornika wynosi 59,2 ha, ma długość ok. 3 km i szerokość ok. 200 m. Lustro jeziora znajduje się na wysokości 68 m n.p.m., a największa głębia to ok. 9 m. Starzyca jest typowym jeziorem rynnowym. Charakterystyczny fajkowaty kształt jeziora i wysokie, często strome brzegi wyżłobione zostały przez wody płynące w kierunku czoła lodowca. Przez Starzycę przepływa rzeka Krąpiel, która wpada z pobliskiego jeziora Kamienny Most od strony wschodniej, a wypływa w zachodniej części.
Według typologii rybackiej Starzyca jest jeziorem sandaczowym.
Nad południowym brzegiem znajduje się plaża, korty tenisowe, a w budynku z 1912 roku, po byłej szkole podstawowej, powstał hotel z barem i restauracją. Nad zachodnim brzegiem jeziora biegnie droga krajowa nr 20 ze Stargardu do Gdyni.
Po wybudowaniu w 1925 roku elektrowni wodnej przy ujściu wód z jeziora do rzeki Krąpiel, Chociwel uzyskał oświetlenie elektryczne. Przed II wojną światową część wód z kanału Bród było skierowane przez dawny młyn w Chociwlu (uległ spaleniu) i dalej wpływało do Starzycy, co wpływało na natlenienie jeziora.
W latach 90. XX wieku miała miejsce degradacja biologiczna wód jeziora, z powodu ich znacznego nasycenia związkami azotu i fosforu, które pochodziły z wód powierzchniowych zawierających resztki nawozów sztucznych z pól uprawnych.
W celu poprawy jakości wód jeziora w 2003 roku zamontowano na jego powierzchni tzw. aerator "pulweryzacyjny", mający za zadanie napowietrzenie wód w warstwach przydennych, co powoduje przywrócenie życia biologicznego w tych warstwach.
Nazwę Starzyca wprowadzono urzędowo w 1955 roku, zastępując poprzednią niemiecką nazwę Groß Staritz-See.